# Sáenz Peña (stacja metra w Rio de Janeiro)
Sáenz Peña – stacja metra w Rio de Janeiro, na linii 1. Zlokalizowana jest za stacją São Francisco Xavier. Została otwarta 3 maja 1982.